# Ruta Provincial 6 (San Luis)
La Ruta Provincial 6 es una carretera argentina de jurisdicción provincial ubicada en el noreste de la Provincia de San Luis. Tiene un recorrido aproximado de 69 kilómetros, con orientación noroeste desde su inicio a 8 km de Villa de Praga a una altitud de 966 m s. n. m. (metros sobre el nivel del mar) hasta su finalización en Villa Larca y a 1042 m s. n. m. dentro de la provincia de San Luis.